# Atelopus longirostris
Atelopus longirostris é uma espécie de sapo da família Bufonidae. Seu registro foi realizado somente no norte do Equador (todos os registro colombianos são atribuídos à espécies diferentes). O nome científico dessa espécie significa "focinho longo" e a espécie foi nomeada em espanhol como Jambato Hocicudo (Jambato de Focinho Longo).
Seu habitat natural eram as florestas úmidas das montanhas, em áreas tropicais e subtropicais, e rios. A espécie foi classificada como extinta, devido ao grande declínio populacional, provavelmente relacionado a Quitridiomicose, mudança climática, entre outras causas sinergéticas. Não se tem registros da espécie desde 1989, apesar de algumas buscas em locais onde ela foi registrada anteriormente.